# 임지후
임지후(1985년 2월 3일 ~ )는 대한민국의 배우이다.

## 학력
- 인덕대학 방송영상미디어과

## 출연 작품

### 영화
- 2012년 《통통한 혁명》 - 소개팅남 3 역.

### 드라마
- 《땀의 순교자 탁덕 최양업》 (평화방송, 2008년) - 우정 역.
- 《센스있는 넌센스》 (캐치온플러스, 2011년)
- 《네일샵 파리스》 (MBC Queen, 2013년)
- 《환상거탑》 (tvN, 2013년) - 유석 역.

### 뮤직비디오
- 심현보 - 목욕이 좋아 (2011년)